# Almazz
Almazz è un videogioco di avventura dinamica pubblicato nel 1985 per Commodore 64 dalla The Edge, marchio della Softek International Ltd. Ha per protagonista un esploratore che si avventura nella savana africana e, come il precedente Quo Vadis della The Edge, è caratterizzato da uno scenario molto vasto per i suoi tempi.

## Modalità di gioco
Il gioco si svolge in un unico grande ambiente di savana a scorrimento multidirezionale, con un'estensione complessiva pari a circa 1700 schermi. Il terreno è sempre verde ed erboso con vari ostacoli sparsi, come laghi e fiumi con ponti, alberi, tronchi abbattuti e capanne.
Il giocatore controlla l'esploratore, sempre situato al centro della visuale, che cammina costantemente in orizzontale o verticale, senza mai fermarsi salvo che contro gli ostacoli. Si può far correre più velocemente il personaggio, ma in questo caso si affatica e si surriscalda. La sua temperatura è indicata da un termometro nel pannello informativo nella parte bassa dello schermo, e se raggiunge il massimo è game over. Quando si corre la temperatura sale, quando si cammina lentamente la temperatura scende. Si può anche rimandare la temperatura direttamente al minimo ordinando con un tasto di bere da una borraccia d'acqua con riserva limitata.
I nemici, sparsi dappertutto, sono leoni e indigeni che possono uccidere rapidamente il protagonista e terminare la partita. I leoni possono anche inseguire l'esploratore a velocità pari alla sua di corsa, e lo uccidono se lo raggiungono, mentre gli indigeni possono scagliare delle lance, ma non sono letali se toccati. Il protagonista è armato di pistola con la quale può uccidere entrambi i tipi di nemici, ma ha soltanto sei proiettili. Si può cercare di sfruttare gli ostacoli per eludere i nemici, inoltre i bordi delle acque sono zone sicure in cui non si può essere raggiunti.
I proiettili si possono ricaricare entrando nelle capanne aperte. Qui dentro si è al sicuro dai nemici, il tempo di gioco scorre molto velocemente e si guadagna un proiettile ogni ora. La borraccia si può ricaricare presso alcune sorgenti.
Ci sono altri oggetti da trovare, in particolare i 9 pezzi di una tavoletta mostrata nel pannello informativo, e una serie di indovinelli che compaiono come testo in inglese. L'obiettivo finale è trovare il diamante Almazz entro un limite di tempo complessivo. Se si riesce nell'impresa viene mostrato un rompicapo finale, legato agli indovinelli trovati durante il gioco, la cui soluzione poteva essere inviata alla The Edge per ricevere un premio.